# BioMérieux
bioMérieux (fondata come BD Mérieux) è un'azienda francese operante nel settore medicale – microbiologia e diagnostica –, e specialista mondiale della diagnostica in vitro.
Nel 1897, Marcel Mérieux – ex allievo di Louis Pasteur – fondò a Lione l'Institut Mérieux, un laboratorio per realizzare dei vaccini antitetanici.
La bioMérieux è stata fondata nel 1963 da Alain Mérieux – nipote di Marcel Mérieu – come BD Mérieux, ed era detenuta in parti uguali dall'Institut Mérieux e da Becton Dickinson, nel 1974 Alain Mérieux diventò l'azionista maggioritario di BD Mérieux e la società prese il nome di Bio Mérieux e poi di bioMérieux nel 1999; nel 2004 essa è stata quotata alla borsa di Parigi.
La bioMérieux è presente in più di 160 paesi nel mondo, attraverso 43 filiali, 18 siti industriali e 17 centri di ricerca.